# Troticus partitus
Troticus partitus är en stekelart som beskrevs av Braet 2001. Troticus partitus ingår i släktet Troticus och familjen bracksteklar. Inga underarter finns listade i Catalogue of Life.